# Retamosa (torpedero)
El Retamosa fue un torpedero de la Armada Española. Recibió su nombre en honor a Julián de Retamosa, Teniente General e Ingeniero de la Armada Española. 

## Historia
Fue autorizado su construcción el 4 de diciembre de 1884, siendo la misma adjudicada a los astilleros deYarrow (Londres) el 30 de diciembre de 1884. Su quilla fue puesta en grada el 25 de febrero de 1885, fue botado el 26 de febrero de 1886 y se concluyó la construcción en noviembre de 1886. 
Durante la Guerra Hispano-Estadounidense formó parte de la Tercera División de Torpederos junto con el Destructor y el Rigel para la defensa de la base naval de Cartagena.
En 1900, por Decreto del 18 de mayo del Ministerio de Marina, se describió técnicamente la situación de los buques de la Armada en ese momento y se dieron de baja 25 unidades por considerarse ineficaces, entre ellos el Retamosa. Respecto al Retamosa señala:

Los torpederos Retamosa, Rigel, Ejército y Castor, y los cañoneros Eulalia, Pilar, Cóndor, Aguila, Cuervo y Tarifa, y las escampavías Concha, Gaditana, Pez, San Mateo, Mariana, Ardilla y Guinda, son estimados, por unánime opinión de los Jefes y personas peritas que conocen bien su estado, como absolutamente inútiles.